# 小叶中国蕨
小叶中国蕨（学名：Aleuritopteris albofusca）为凤尾蕨科粉背蕨属下的一个种。生林下及灌丛石灰岩缝，海拔500-3200米。模式标本采自云南西部。